# 국도 제53호선 (미국)

미국 국도 제53호선(U.S. Route 53)은 미국 위스콘신주 라크로스에서 출발, 미네소타주 인터내셔널 폴스까지 이어주는 총 연장 403 마일(649 km)을 가진 일반국도 노선이다. 그러나 이 국도 노선은 오클랜드에서는 주간고속도로 제94호선과 직접 접촉하며, 슈피리어와 덜루스 일대로 이어주는 구간은 모두 4차선 짜리의 자동차 전용도로로 지정되어 있는 특이사항을 두고 있다. 그리고 이 도로의 북부권 종점은 미국-캐나다 국경과도 바로 접하여 있고, 남측 종점인 위스콘신주에서는 14번 국도와 바로 접하게 되는 특이 사항을 둔다. 중간에 세인트루이스강을 경유하고 있는 지리적인 이점도 물론 가지고 있다. 또한 이 도로는 1926년 정식으로 개통되었다.

## 주요 경유지
주요 경유지로는 위스콘신주, 미네소타주, 버지니아주 등 3개의 주가 있으며 미네소타주를 2번씩 경유하고 있는 것으로 알려져 왔다.

## 접촉하고 있는 도로
접촉하고 있는 도로들 중에서 캐나다 도로는 포함하고, 주도 및 군도 등은 목록에서 제외한다.
주간고속도로
- 주간고속도로 제90호선
- 주간고속도로 제94호선
- 주간고속도로 제35호선
- 주간고속도로 제535호선

국도
- 국도 제14호선
- 국도 제61호선
- 국도 제10호선
- 국도 제12호선
- 국도 제8호선
- 국도 제63호선
- 국도 제2호선
- 국도 제169호선
- 국도 제71호선

캐나다 도로
- 온타리오주도 제71호선(영어판)
- 온타리오주도 제11호선(영어판)